# Libnič
Libnič je přírodní památka v okrese České Budějovice. Nachází se na Lišovském prahu, jeden kilometr východně od obce Libníč, v údolí potoka Dobrá voda. Přírodní památka je v péči Krajského úřadu Jihočeského kraje.

## Důvod ochrany
Důvodem ochrany je smíšený lesní porost s bohatě vyvinutým keřovým patrem se zbytkovou populací silně ohroženého střevičníku pantoflíčku (Cypripedium calceolus). Byl zde též zaznamenán výskyt vzácnější vikve křovištní a z ohrožených živočichů zde byl nalezen zlatohlávek Oxythyrea funesta a bělopásek topolový.Celé území je oploceno dřevěným plotem s uzamčenou brankou.